# Savave
Savave – niewielka wyspa położona na Oceanie Spokojnym, w archipelagu Tuvalu, w południowo-zachodniej części atolu Nukufetau.
Na wyspie położone są dwie osady: Aulotu i Maneapa.